# 우게역
우게역(일본어: 有家駅)은 일본 이와테현 구노헤군 히로노정에 위치한 동일본 여객철도 하치노헤 선의 철도역이다. 단선 승강장 1면 1선의 구조를 갖춘 지상역이다.

## 역 주변
- 국도 제45호선
- 우게 어항

## 역사
- 1961년 12월 25일 : 개업.
- 1987년 4월 1일 : 일본국유철도 분할 민영화에 의해, 동일본 여객철도가 승계.
- 2011년 3월 11일 : 도호쿠 지방 태평양 해역 지진과 이에 의해서 발생했던 대형 쓰나미로 인해 전 노선 운행 불가.
- 2012년 3월 17일 : 재해 복구에 의한 운행 재개. 맞이방 새단장.

## 인접 역
| 동일본 여객철도 하치노헤 선 | 동일본 여객철도 하치노헤 선 | 동일본 여객철도 하치노헤 선 |
| --------------------------- | --------------------------- | --------------------------- |
| 리쿠추야기 하치노헤 방면    | ■ 하치노헤 선               | 리쿠추나카노 구지 방면      |